# III Liceum Ogólnokształcące Zespołu Szkół Ogólnokształcących nr 11 w Zabrzu
III Liceum Ogólnokształcące z Oddziałami Dwujęzycznymi w Zabrzu – publiczne liceum ogólnokształcące w Zabrzu.

## Historia
Pod koniec XIX wieku podjęto decyzję o budowie szkoły średniej w Zabrzu. 1 kwietnia 1900 roku staraniem starosty powiatu zabrzańskiego dr Alfreda Scheche, powstało niemieckie progimnazjum męskie w Zabrzu, które działało w budynku Szkoły Doskonalenia Zawodowego Huty Donnersmarckiej. W czerwcu 1900 roku Prowincjonalne Kolegium Szkolne otrzymało od gminy działkę pod budowę szkoły. Następnie zmieniono nazwę szkoły na gimnazjum humanistyczne.
3 kwietnia 1902 roku gimnazjum zostało przeniesione do nowego budynku szkonego. W 1903 roku w szkole uczyło się 308 uczniów. W 1906 roku odbyła się pierwsza matura. 1 kwietnia 1911 roku gimnazjum zostało upaństwowione. W 1912 roku patronem szkoły została Królowa Luiza. W latach 30. XX wieku szkoła została zdegradowana do rangi gimnazjum realnego z profilem matematyczno-przyrodniczym i językami nowożytnymi. W 1914 roku w szkole 28 nauczycieli uczyło 476 uczniów. 20 stycznia 1945 roku odbyła się ostatnia lekcja w szkole niemieckiej.
26 marca 1945 roku decyzją Kuratorium Okręgu Szkolnego Śląskiego, dyrektorem Państwowego Gimnazjum w Zabrzu został Aureliusz Dziunikowski. 14 kwietnia 1945 roku polskie gimnazjum rozpoczęło naukę jako I Państwowe Gimnazjum i Liceum Męskie w Zabrzu. Od 1 lipca 1946 roku szkoła otrzymała nazwę Pierwsze Państwowe Gimnazjum i Liceum Męskie w Zabrzu im. Bolesława Chrobrego. W 1948 roku w wyniku reformy szkolnictwa, gdy przyłączono szkołę podstawową, szkoła stała się 11-letnia (oddziały podstawowe I–VII oraz oddziały licealne VIII–XI).
W tym czasie utworzono Państwowe Gimnazjum i Liceum Męskie dla Dorosłych. 27 czerwca 1950 roku zlikwidowano Gimnazjum Męskie przy Placu Traugutta oraz Żeńskie Gimnazjum i Liceum przy Placu Warszawskim, które przyłączono do I Gimnazjum i Liceum Męskiego i w ten sposób utworzono III Koedukacyjne Gimnazjum i Liceum Ogólnokształcące. W 1961 roku w wyniku reformy szkolnictwa wprowadzono 8-letnie szkoły podstawowe, oddzielając je od 4-letnich szkół licealnych.
27 czerwca 1950 r. utworzono III Koedukacyjne Gimnazjum i Liceum Ogólnokształcące. W maju 1965 roku Rada Narodowa Miasta Zabrze postanowiła połączyć I i III Liceum Ogólnokształcące, ale z powodu specjalnego raportu inspektora ds. liceów ogólnokształcących oraz z powodu nieprzychylność dyrekcji i komitetu rodzicielskiego zrezygnowano z tego pomysłu. 15 października 1966 roku nadaną III Liceum Ogólnokształcącemu imię ,,Bojowników o Wolność i Demokrację”.
W roku szkolnym 1999/2000, zgodnie z reformą oświaty, otwarto 3-letnia gimnazjum i szkoła zmieniła nazwę na Zespół Szkół Ogólnokształcących nr 11 w Zabrzu.

## Dyrektorzy szkoły
- 1900–1902 – prof. Heidemann
- 1902–1919 – dr Paul Drechsler
- 1919–? – Vielhauer
- Beck
- Janocha
- Schustala
- 1945–? – Aureliusz Dziunikowski
- ?–1950 – Maria Zabawa
- 1950–1958 – Józef Przygodzki
- 1958–1963 – Stanisław Kwiatkowski
- 1963–1973 – Irena Szczerbińska
- 1973–1982 – Stefan Kareł
- 1982–1991 – Wacław Kozak
- 1991–2006 – Marianna Kaernbach
- 2006–2010 – Krystyna Zielińska
- od 2010 – Magdalena Kaernbach-Wojtaś

## Współpraca międzynarodowa
Szkoła prowadzi stały program wymiany uczniowskiej z szkołami w Donzdorf, Essen, Mol.